# Assassination Nation
Assassination Nation (Nación asesina Hispanoamérica y Nación salvaje en España) es una película estadounidense de comedia negra y suspense escrita y dirigida por Sam Levinson. Está protagonizada por Odessa Young, Suki Waterhouse, Hari Nef, Abra, Anika Noni Rose, Colman Domingo, Maude Apatow, Bill Skarsgård, Joel McHale y Bella Thorne. En la película, la ciudad de Salem, Massachusetts entra en caos luego de que un hacker de computadora descubre y filtra secretos personales sobre muchos de sus residentes.
Assassination Nation tuvo su premier en el Festival de Cine de Sundance el 21 de enero de 2018 y fue estrenada en Estados Unidos el 21 de septiembre de 2018 por NEON, AGBO y Refinery29.

## Argumento
En Salem, Massachusetts, Lily Colson es una estudiante de último año de secundaria que suele salir con sus tres mejores amigas, Bex Warren y las hermanas Em y Sarah Lacey.
Las chicas van a una fiesta en la que Bex se engancha con su enamorado Diamond, mientras que Lily pasa rato con su novio Mark a la vez que simultáneamente envía mensajes de texto a alguien llamado "Papá" a sus espaldas.
Después del sexo, Diamond le dice que mantenga su relación en secreto, ya que Bex es transgénero.
Marty Kolker, un hacker casual, recibe un mensaje de un hacker desconocido con información sobre el alcalde Bartlett, un conocido candidato anti-gay. El mensaje revela fotos de Bartlett interactuando con escoltas masculinos y vistiéndose con ropa de mujer, que Marty envía a toda la ciudad. Durante la conferencia de prensa en la que se supone que debe abordar los hechos, Bartlett se suicida públicamente. El director Turrell, el director de escuela bondadoso y conmovedor de Lily, es el siguiente ser pirateado, con fotos de su hija de 6 años en el baño que hacen que la gente lo vea como un pedófilo.
Durante la reunión de padres enojados,se niega a renunciar, con la intención de arreglar las cosas para todos sus estudiantes.
Mientras la policía interroga a Marty sobre sus ataques, se publica un volcado de datos masivos de la mitad de las personas de Salem. Grace, la compañera de clase de Lily, descubre que su mejor amiga Reagan le ha enviado fotos de ella desnuda a sus novios, y golpea el cráneo de Reagan 
con un bate de béisbol durante su práctica de porristas. Se revela que "papá" es el vecino de Em y Sarah, Nick Mathers, a quien Lily solía cuidar. Las imágenes y videos lascivos de Lily que le envió a Nick se hacen públicos cuando se filtra su información. Como resultado, ella es expuesta y humillada por Mark, y luego repudiada por su familia. Mientras camina por la calle, rechazada, es acosada por dos hombres en un auto que la filma y la acosa, antes de perseguirla con un cuchillo. Ella logra incapacitarlo (le rompe los dientes) con una pala y se retira apresuradamente a la casa de Em y Sarah.
Una semana después, la mayor parte de la ciudad ha tomado armas para vengarse de quienes creen que les han hecho daño. Un Nick enmascarado y otros hombres capturan a Marty ,a quien torturan para que admita que la fuente de los ataques proviene de la dirección IP de Lily. Antes de ejecutar a Marty, suben un video de su confesión forzada. Los asaltantes enmascarados rastrean a Lily hasta la casa de Em y Sarah.
Su madre, Nance, interviene, intentando mantener a raya a los merodeadores, pero la matan a tiros. Em y Sarah son arrestadas y se suben en la parte trasera del coche de policía del oficial Richter. Bex mata con éxito a uno de los asaltantes con una pistola de clavos y se escapa por la cerca, mientras Lily se esconde en la casa de Nick. Nick al principio finge ayudarla, pero luego revela un cuchillo en su mano, con la intención de ejecutarla por exponer a la ciudad de sus secretos, pero no revelar que sus amigas compartirán el mismo destino con ella y Marty.
Luego Nick pretende besar y tener sexo con LiLy. Ella acepta con la condición de que sea amable. Pero en realidad es un engaño. Nick se confía y abandona su cuchillo. Lily lo besa para morderle la oreja y luego lo patea. Escapa y se esconde en el baño. Nick derriba la puerta. Lily y Nick retoman la pelea. Lily logra cortarle la garganta con un arma casera (una hoja de afeitar puesta en un jabón). En el piso inferior, Lily descubre un gran arsenal de armas, las cuales usa para emboscar y dispararle al oficial Richter. Él estaba manteniendo como rehenes a Em y Sarah. Lily logra liberarlas. Mientras tanto, Bex escapa e intenta buscar ayuda, siendo ignorada por la gente. Es secuestrada por Johnny. Este intenta forzar a su amigo Diamond para que la cuelgue públicamente como castigo por haberlos humillado. Bex logra convencer a Diamond que no la mate, dando así tiempo para que Lily, Sarah y Em lleguen, rescatando a Bex y asesinando a sus atacantes. Finalmente, Johnny se rinde y Diamond se une a las chicas. Lily realiza un video en el cual reafirma su inocencia e incita a la población de Salem a hacerle frente a los atacantes.
Luego de la batalla, la ciudad está destruida y muchos de sus habitantes han muerto. Eventualmente, se revela que Donny, el hermano menor de Lily, es el responsable detrás del hackeo. Donny es capturado y sentenciado por los cargos de ciberterrorismo, asesinato e invasión de privacidad. Cuando sus padres le preguntan por qué lo hizo, él dice que simplemente fue para divertirse.
Al día siguiente, la banda de música de la secundaria de Salem ejecuta la canción "We Can't Stop" de Miley Cyrus mientras marcha por una calle con cadáveres y vehículos destruidos.

## Reparto
- Odessa Young como Lily Colson.
- Suki Waterhouse como Sarah.
- Hari Nef como Bex.
- Abra como Em.
- Bella Thorne como Reagan.
- Bill Skarsgård como Mark.
- Joel McHale como Nick.
- Maude Apatow como Grace.
- Colman Domingo como Director Turrell.
- Anika Noni Rose como Nance.
- Kelvin Harrison Jr. como Mason.
- Lukas Gage como Eric.
- Cody Christian como Johnny.
- Danny Ramirez como Diamond.
- Noah Galvin como Marty.
- Jennifer Morrison como Margie Duncan.
- J. D. Evermore como Chief Patterson.
- Cullen Moss como Alcalde Bartlett.
- Susan Misner como Rose Mathers.
- Joe Chrest como Lawrence.
- Kathryn Erbe como Rebecca Colson.
- Jeff Pope como Oficial Richter.
- Andrene Ward-Hammond como Oficial Daniels.

## Producción

### Desarrollo
En octubre de 2016, Matthew Malek y Anita Gou presentaron la compañía independiente Foxtail Entertainment. El dúo anunció el filme como su primer proyecto. David S. Goyer y Kevin Turen se les unieron como productores.
La película también está producida por Bron Studios y Phantom Four, en asociación con Creative Wealth Media.
Tras la premier en el Festival de Cine de Sundance, NEON adquirió los derechos de la película. AGBO firmó un contrato para to co-distribuir la película con NEON.
En julio de 2018, Refinery29 también se alió con NEON para co-distribuir la película con ellos y AGBO.

### Reparto
En diciembre de 2016, Odessa Young, Suki Waterhouse, Hari Nef y Abra se unieron al reparto principal de la película.
En marzo de 2017, Bella Thorne, Maude Apatow, Bill Skarsgård, Joel McHale, Colman Domingo y Noah Galvin se incorporaron al reparto.
En abril del mismo año, Anika Noni Rose se integró a la película en el papel de Nance.

### Rodaje
La fotografía principal comenzó en marzo de 2017 en Nueva Orleans.

## Estreno
La película tuvo su premier mundial en el Festival de Cine de Sundance el 21 de enero de 2018. Fue estrenada el 21 de septiembre de 2018 por NEON, AGBO y Refinery29.

## Recepción
Assassination Nation ha recibido reseñas mixtas a positivas de parte de la crítica y de la audiencia. En Rotten Tomatoes, la película posee una aprobación de 72%, basada en 78 reseñas, con una calificación de 6.3/10, mientras que de parte de la audiencia tiene una aprobación de 61%, basada en 566 votos, con una calificación de 3.4/5.
Metacritic le ha dado a la película una puntuación de 53 de 100, basada en 24 reseñas, indicando "reseñas generalmente positivas". En el sitio IMDb los usuarios le han dado una calificación de 6.0/10, sobre la base de 2054 votos. En la página FilmAffinity tiene una calificación de 6.6/10, basada en 208 votos.